# Pinguin (segédcirkáló)
A Pinguin egy német segédcirkáló volt, a második világháború ideje alatt. A hajót eredetileg teherhajónak építették és a Kandelfels nevet viselte. A Kandelfels a brémai Hansa Line tulajdona volt. A hajót a brémai DeSchiMAG alakította át segédcirkálóvá. A Pinguin, fő fegyverzetét az első világháborús SMS Schlesien csatahajótól kapta.
1941. május 8-án a HMS Cornwall elsüllyesztette a Pinguint. Ez volt a Kriegsmarine első segédcirkálója, ami elveszett. A hajón tartózkodó 332 német tengerész és a 200 hadifogoly nagy része a tengerbe veszett, de a brit hajónak sikerült megmentenie a legénység 60 tagját, valamint 22 foglyot. A 200 fogoly a Pinguin által elsüllyesztett vagy elfoglalt 32 kereskedőhajó legénységének tagja volt.

## Külső hivatkozások
- Információk a Pinguinről